# Contributo
Il contributo è una particolare tipologia di tributo, cioè un prelievo di ricchezza coattivo rientrante nel campo delle prestazioni patrimoniali imposte (Costituzione della Repubblica Italiana, articolo 23) che si situa come ordine intermedio tra la figura dell'imposta e quella della tassa. Si riconnette, come accade per la tassa, all'esecuzione dell'ente pubblico di particolari attività (come la realizzazione di un'opera) svolta nei confronti una specifica collettività.

## Definizione
Il contributo è una particolare tipologia di tributo, cioè un prelievo di ricchezza coattivo rientrante nel campo delle prestazioni patrimoniali imposte di cui l'art. 23 Costituzione, che si situa come ordine intermedio tra la figura dell'imposta e quella della tassa. Si riconnette, come accade per la tassa, all'esecuzione dell'ente pubblico di particolari attività (come la realizzazione di un'opera) svolte nei confronti di una specifica collettività. La determinazione della misura del contributo viene stabilita tenendo conto del vantaggio (come l'ampliamento di un immobile) che perviene al contribuente, dunque per mezzo dell'arricchimento che ogni membro della collettività beneficia.
Nel linguaggio comune il termine contributo sta a significare ciò che ogni soggetto appone in favore della collettività a cui appartiene.  In ambito giuridico, invece, è utilizzato per indicare sia istituti tributari che non tributari (come i contributi consortili di bonifica).
Nel ramo del diritto tributario, pertanto, per contributo si intende il tributo che ha come premessa l'arricchimento a favore di determinate categorie di soggetti, tratto dalla realizzazione di un'opera pubblica. La definizione, in questi termini, ha come presupposto il fatto che il contributo sia composto da una parte dalla realizzazione di un'opera pubblica e dall'altra dal vantaggio che determinati soggetti traggono dall'opera pubblica medesima.
Altri contributi sono le prestazioni che sono dovute a particolari enti (come i consorzi o le associazioni) in relazione delle loro finalità ed in relazione al loro funzionamento ed andamento. Un esempio di questi particolari contributi sono: il contributo al fondo antincendi negli aeroporti, i contributi ai consorzi di bonifica, il contributo ai consorzi stradali per la manutenzione e ricostruzione delle strade vicinali e il contributo degli avvocati al Consiglio nazionale forense.
Per la dottrina attuale il contributo ricopre un ruolo discusso, si tratta di una figura giuridica generica ed equivoca. Ciò deriva dal fatto che nel corso degli anni si sia fatto utilizzo del lemma facendoci rientrare ogni concorso posto in essere dai privati in favore degli enti pubblici. Nella letteratura giuridica recente, perciò, la nozione di contributo non trova una propria collocazione, in quanto si tratterebbe di un genus che nella pratica si presenta come evanescente o addirittura inesistente.

### Autonomia concettuale
Nella manualistica più antica il contributo godeva maggiormente di una propria autonomia. Da una buona parte della dottrina veniva considerato come tertium genus oltre alle imposte ed alle tasse assurgendo forma tipica ed autonoma di tributo.
Per la dottrina recente, invece, la ricerca di un'autonomia concettuale del contributo è un percorso difficile, considerato pressoché inutile, soprattutto per ciò che riguarda l'attribuzione dei tratti che lo delineano e gli conferiscono un'indipendenza giuridica. La categoria negli anni ha perso quindi interesse, dovuto al fatto che il legislatore ne ha fatto sempre meno utilizzo, che il termine contributo è un termine spesso ambiguo e in quanto le categorie esistenti di imposta e tassa sono esaustive.      

#### Rapporto con il tributo speciale
Il tributo speciale è caratterizzato dalla grandezza della prestazione patrimoniale in proporzione al vantaggio acquisito, pertanto se il vantaggio viene meno  il debito che consegue all'imposizione del tributo speciale non si verifica. D'altro canto il contributo si rifà alla fattispecie concreta di tipologia di imposta caratterizzata essenzialmente dall'individuazione di un particolare destinazione in favore di determinate categorie o gruppi di soggetti. Pacifico è in dottrina e in giurisprudenza considerare il contributo appartenente ai tributi speciali.

#### Distinzione del contributo dall'imposta
Attraverso il contributo viene richiesta al privato una prestazione pecuniaria che riguarda un'attività amministrativa volta ad offrire un particolare servizio. Si tratta della differenza che lo contraddistingue dall'imposta in quanto nel contributo manca l'elemento del dovere indifferenziato di partecipare alla spesa pubblica sulla base del beneficio indivisibile che deriva dall'attività dell'ente pubblico.
Infatti se da un lato i soggetti componenti della collettività godono di un beneficio indiviso derivante dalla spesa disposta all'ente pubblico, dall'altra traggono un vantaggio divisibile, quindi individuale, maggiormente distinto e specifico rispetto agli altri componenti della società. Per questi motivi dipende il fatto che suddetti soggetti adempiano al contributo e quindi partecipino alla spesa pubblica per una doppia ragione: in primo luogo hanno la qualità di uti cives, quindi in contingenza del dovere ordinato nella Costituzione della Repubblica Italiana, articolo 53; in secondo luogo possiedono la qualità di uti singuli, dunque in relazione al vantaggio che ogni singolo individualmente trae dall'attività pubblica.
Con tali premesse si può, generalmente, sostenere la figura autonoma del concetto di contributo da quella dell'imposta. La dottrina, però, sembra intraprendere altra strada negando la possibilità di trovare una distinzione tra l'imposta e il contributo in forza del fatto che esista una forte somiglianza e omogeneità tra i due istituti. Tesi che sembra confermata dal fatto che i contributi del Servizio sanitario nazionali sono stati sostituiti dall'IRAP, cioè la prestazione è stata trasformata da contributo ad imposta.

#### Distinzione del contributo dalla tassa
La distinzione con la tassa risulta più complessa: è dovuta al fatto che entrambi gli istituti sono caratterizzati dalla specificità della prestazione per una determinata attività amministrativa e presentano ambedue il carattere della non genericità e della indivisibilità.
Nonostante questa iniziale difficoltà si può sostenere che la tassa sia connessa ad una particola attività amministrativa che porta ad un cambiamento dello status del soggetto, il quale ricava un beneficio singolo ed individuale. Il contributo, invece, è imposto al contribuente in assenza di particolari e singole prestazioni dell'amministrazione e in prosecuzione di una attività amministrativa che si presenta indivisa. Perciò non può essere ammessa la similarità tra gli istituti dal momento in cui nel contributo c'è mancanza di un nesso specifico con l'attività amministrativa.

## Classificazione dei contributi
In dottrina si è manifestato il tentativo di formulare una classificazione dei diversi contributi, cercando di elaborare un ordine di quella che è una pluralità frammentata e diseguale. La classificazione avviene attraverso una disamina dei singoli tributi e al loro raggruppamento tenendo conto del loro presupposto economico. Questa classificazione non trova d'accordo tutta la dottrina giuridica.

### Contributi con presupposto reale
In primo luogo si possono distinguere i contributi con presupposto reale  caratterizzati dal beneficio che i proprietari ovvero i possessori di immobili riescono a ricavare in connessione ad una attività di pubblica spesa.

#### I contributi di miglioria
Uno dei contributi più antichi e anche uno di quelli più noti è il contributo di miglioria. Spesso ha attirato l'attenzione della dottrina; attenzione giustificata dalla importanza che ha il loro gettito fiscale in favore degli enti locali ovvero quelli statali.
La loro origine in Italia, rispetto ai paesi europei, fu timida e tardiva dovuto al fatto che sulla penisola gravava un forte ritardo tributario ed organico. La sua prima comparsa fu nella legislazione inglese nel 1662 (consacrato nel Tower Bridge Southern Approach Bill del 1894-1895) e acquisito successivamente nel 1691 da quella americana. In quegli anni il contributo risentì delle teorie dell'accrescimento immeritato di valore che hanno dato luogo, appunto, alla sua nascita. In ogni caso la sua ufficiale comparsa in Italia avvenne con la Legge 20 marzo 1865, n. 2248, in materia di "Per l'unificazione amministrativa del Regno d'Italia.". Furono concepiti come particolare tributo volto a colpire l'incremento di valore che i beni immobili (e dunque i proprietari) traessero da opere pubbliche di miglioramento.
Il contenuto economico si concreta in un vantaggio sull'immobile economicamente valutabile che si tratti alternativamente di incremento di redditività dell'immobile o di incremento patrimoniale nel proprietario. L'incremento di valore, in generale, è ogni aumento di valore venale di un dato bene; per spiegarlo si può anche usare il termine plus-valore.
Il contributo di miglioria, in ragione di ciò che è stato appena detto, è una prestazione pecuniaria obbligatoria a carico di determinanti soggetti, in considerazione di una differenziata utilità che negli stessi produce una spesa pubblica, in quanto proprietari di immobili, a cui la spesa è devoluta, che dall'opera pubblica ricavino un incremento di valore.
A tal punto è utile procedere alla seguente distinzione:
- Contributo di miglioria specifico: l'incremento del valore dell'immobile è in ragione di una specifica opera pubblica, dunque l'incremento dipende in maniera immediata, diretta ed esclusiva dal compimento della particolare e singola opera pubblica;
- Contributo di miglioria generico: l'incremento del valore dell'immobile non dipende da una specifica opera pubblica, bensì è un prodotto derivante dall'espansione urbanistica che comporta per sua natura un insieme di spese e opere pubbliche.

I comuni non dimostrarono mai efficienza portando così ad avere un gettito insufficiente per sostenere il veloce ed intenso processo di urbanizzazione degli anni '50.
La disciplina fu unificata con la Legge 5 marzo 1963, n. 246, in materia di "Istituzione di una imposta sugli incrementi di valore delle aree fabbricabili; modificazioni al testo unico per la finanza locale, approvato con regio decreto 14 settembre 1931, n. 1175, e al regio decreto-legge 28 novembre 1938, n. 2000, convertito nella legge 2 giugno 1939, n. 739.", ampliando e riordinando il contesto con il quale venne disciplinata l'imposta sugli incrementi di valore delle aree fabbricabili, abolendo di fatto il contributo di miglioria.

#### I contributi di fognatura
Introdotto per la prima volta come tributo straordinario con la Legge 12 luglio 1896, n. 303, articolo 11, in materia di "Colla quale vengono dichiarate di pubblica utilita' le opere di fognatura da eseguirsi dal Comune di Torino.", nel comune di Torino il quale necessitava di maggior gettito per la costruzione della rete fognaria della città. In seguito il contributo di fognatura fu esteso su tutto il territorio nazionale nel 1911 (Legge 18 luglio 1911, n. 799, in materia di "Per la proroga del termine stabilito nell'art. 1 della legge 12 luglio 1896, n. 303 per l'esecuzione delle opere di fognatura della citta' di Torino e modificazione degli articoli 10 e 11 della legge medesima.") per i Comuni che ne avessero fatto richiesta.
La peculiarità di questo contributo era la sua facoltatività e poteva essere istituito a seguito di un'autorizzazione governativa riprovando determinate necessità. Il contributo di fognatura, però, non veniva determinato dal vantaggio che conseguiva in capo al contribuente, ma piuttosto in base alla sua capacità contributiva sulla base del reddito imponibile del fabbricato. Una parte della dottrina sosteneva che esso fosse piuttosto una sovrattassa su fabbricati, che il comune poteva richiedere anche solo per poter coprire parzialmente la spesa pubblica effettuata per opere di costruzione o di manutenzione.
Abolita con la riforma tributaria del 1971 (Legge 9 ottobre 1971, n. 825, in materia di "Delega legislativa al Governo della Repubblica per la riforma tributaria."), venne sostituita con la Legge 10 maggio 1973, n. 319, in materia di "Norme per la tutela delle acque dall'inquinamento." con il canone per il servizio di depurazione e fognatura. Si tratta di canone che deve essere dovuto ai comuni per l'attività riguardante la depurazione o la raccolta degli scarichi e dei rifiuti compresi quelli degli stabilimenti industriali. La determinazione del contributo avviene attraverso una tariffa che tiene conto del rapporto delle acque effettivamente scaricate relative al servizio di depurazione. Per questi motivi, il canone è dovuto ad ogni comune che possiede un impianto di depurazione.

#### I contributi di bonifica
Appartengono ai contributi con presupposto reale anche i contributi inerenti alle attività di bonifica. Tali contributi godono di una propria disciplina dal 1882 introdotta dalla Legge Baccarini (Legge 25 giugno 1882, n. 269). Oggetto dei contributi di bonifica è l'incremento di valore dei beni immobili, ma, a differenza dei contributi di miglioria, questi posso far capo a soggetti anche privi di potestà tributaria comprese persone giuridiche private (come i consorzi di bonifica  e di miglioramento fondiario). Con il Regio decreto 13 novembre 1933, n. 215, in materia di "Nuove norme per la bonifica integrale" si procede con il formulare di un assetto organico della disciplina rendendola di competenza dello Stato e rendendo i contributi di bonifica vere e proprie entrate tributarie. Tesi confermata dalla dottrina allora vigente.
La normativa di riferimento, oltre al sopracitato R.D. del 1933, si trova all'art. 860 del codice civile il quale riferisce che: "I proprietari dei beni situati entro il perimetro del comprensorio sono obbligati a contribuire nella spesa necessaria per l’esecuzione, la manutenzione e l’esercizio delle opere in ragione del beneficio che traggono dalla bonifica". Si tratta inoltre di una materia legislativa che compete alle regioni (Costituzione della Repubblica Italiana, articolo 117).

### Contributi relativi ai consumi ed alle attività produttive
I contributi relativi ai consumi ed alle attività produttive sono tributi prelevati coattivamente in vista di un determinato beneficio derivante dalla spesa pubblica sulla base di una situazione soggettiva del beneficiario.
Non c'è, dunque, alcun presupposto reale. Nei contributi a presupposto reale i soggetti passivi (persone fisiche o giuridiche) godono di una spesa pubblica che si riflette su di essi positivamente.
Questi contributi non possono nemmeno essere qualificati come contributi a presupposto personale, i quali si riferiscono alle imposte che colpiscono l'insieme dei beni e dei redditi del contribuente.
Pertanto i contributi relativi ai consumi ed alle attività produttive si rifanno alle situazioni per cui i soggetti hanno la possibilità di godere di un servizio pubblico in modo diversificato soltanto per il motivo che il consumo di questi servizi giova ad una loro attività personale, svolta non necessariamente al fine di ricavarne del reddito.
Il contributo è costituito, perciò, da due diversi profili:
- il contributo viene imposto in vista del beneficio che il contribuente gioverà nella sua attività produttiva (dunque il contributo incide su detta attività);
- il contributo viene imposto in vista del beneficio personale manifestato all'esterno con il consumo (beneficio non avvertibile nella misura).

### Contributi che riguardano servizi sociali
La riconoscibilità dei contributi che riguardano i servizi sociali alla categoria dei tributi è molto discussa in dottrina. Attenzione è da dare al contributo previdenziale in ragione del fatto che sono imposti coattivamente ex lege a determinate categorie di soggetti e sono contributi non dovuti alla violazione di un dovere giuridico. Successivamente il modello previdenziale viene realizzato secondo l'adozione di meccanismi di ripartizione che negano la connessione tra contribuzione e prestazione, rappresentando, in questi termini, il dovere di contribuzione alla spesa previdenziale pubblica. Per una parte della dottrina giuridica si tratterebbe di contributi "non tributari".